# UEFA-Pokal 1991/92
Der UEFA-Pokal 1991/92 war die 21. Auflage des Wettbewerbs und wurde von Ajax Amsterdam im Finale gegen Torino Calcio durch die mehr erzielte Auswärtstore gewonnen. Das Hinspiel in Turin ging 2:2 aus. Im Rückspiel genügte Ajax ein 0:0 in Amsterdam. Ajax hatte in dieser Saison unter Trainer Louis van Gaal eines der jüngsten Teams im Pokalwettbewerb.
Die UEFA erlaubte letztmals die Teilnahme von Vertretern aus dem Bereich des NOFV, da in der Saison 1990/91, trotz der deutschen Wiedervereinigung 1990, noch eine eigenständige Meisterschaft ausgetragen wurde. Dies waren der FC Rot-Weiß Erfurt und der Hallesche FC.

## 1. Runde
|                       | Gesamt          |                     | Hinspiel | Rückspiel |
| --------------------- | --------------- | ------------------- | -------- | --------- |
| Anorthosis Famagusta  | 3:4             | Steaua Bukarest     | 1:2      | 2:2 n. V. |
| Neuchâtel Xamax       | 2:0             | FC Floriana         | 2:0      | 0:0       |
| Slawia Sofia          | 1:4             | CA Osasuna          | 1:0      | 0:4       |
| HAŠK Građanski Zagreb | 3:4             | Trabzonspor         | 2:3      | 1:1       |
| KAA Gent              | 1:1 (4:1 i. E.) | Lausanne-Sports     | 0:1      | 1:0 n. V. |
| Ikast FS              | 1:6             | AJ Auxerre          | 0:1      | 1:5       |
| Hamburger SV          | 4:1             | Górnik Zabrze       | 1:1      | 3:0       |
| Celtic Glasgow        | 3:1             | Germinal Ekeren     | 2:0      | 1:1       |
| Hallescher FC         | 2:4             | Torpedo Moskau      | 2:1      | 0:3       |
| ŠK Slovan Bratislava  | 2:3             | Real Madrid         | 1:2      | 1:1       |
| Eintracht Frankfurt   | 11:10           | Spora Luxemburg     | 6:1      | 5:0       |
| Cork City             | 1:3             | FC Bayern München   | 1:1      | 0:2       |
| Váci Izzó MTE         | 2:4             | Dynamo Moskau       | 1:0      | 1:4       |
| FC Aberdeen           | 0:3             | Boldklubben 1903    | 0:1      | 0:2       |
| VfB Stuttgart         | 6:3             | Pécsi Munkás SC     | 4:1      | 2:2       |
| SK Sturm Graz         | 1:4             | FC Utrecht          | 0:1      | 1:3       |
| Bangor FC             | 0:6             | Sigma Olmütz        | 0:3      | 0:3       |
| FC Liverpool          | 6:2             | Kuusysi Lahti       | 6:1      | 0:1       |
| Ajax Amsterdam        | 4:0             | Örebro SK           | 3:0      | 1:0       |
| Boavista Porto        | 2:1             | Inter Mailand       | 2:1      | 0:0       |
| PAOK Thessaloniki     | 2:1             | KV Mechelen         | 1:1      | 1:0       |
| FC Swarovski Tirol    | 3:2             | Tromsø IL           | 2:1      | 1:1       |
| Sporting Lissabon     | 1:2             | Dinamo Bukarest     | 1:0      | 0:2 n. V. |
| FC Groningen          | 0:2             | FC Rot-Weiß Erfurt  | 0:1      | 0:1       |
| KS Vllaznia Shkodra   | 0:3             | AEK Athen           | 0:1      | 0:2       |
| Sporting Gijón        | 2:2 (3:2 i. E.) | FK Partizan Belgrad | 2:0      | 0:2 n. V. |
| Mikkelin Palloilijat  | 1:5             | Spartak Moskau      | 0:2      | 1:3       |
| Olympique Lyon        | 2:1             | Östers IF           | 1:0      | 1:1       |
| KR Reykjavík          | 1:8             | Turin Calcio        | 0:2      | 1:6       |
| ZSKA Sofia            | (a)1:1(a)       | AC Parma            | 0:0      | 1:1       |
| Real Oviedo           | 2:3             | CFC Genua           | 1:0      | 1:3       |
| SC Salgueiros         | 1:1 (2:4 i. E.) | AS Cannes           | 1:0      | 0:1 n. V. |

## 2. Runde
|                    | Gesamt |                     | Hinspiel | Rückspiel |
| ------------------ | ------ | ------------------- | -------- | --------- |
| Boldklubben 1903   | 6:3    | FC Bayern München   | 6:2      | 0:1       |
| CA Osasuna         | 3:2    | VfB Stuttgart       | 0:0      | 3:2       |
| Hamburger SV       | 6:1    | ZSKA Sofia          | 2:0      | 4:1       |
| AS Cannes          | 1:2    | Dynamo Moskau       | 0:1      | 1:1       |
| KAA Gent           | 1:0    | Eintracht Frankfurt | 0:0      | 1:0       |
| Neuchâtel Xamax    | 5:2    | Celtic Glasgow      | 5:1      | 0:1       |
| FC Utrecht         | 1:4    | Real Madrid         | 1:3      | 0:1       |
| Olympique Lyon     | 4:8    | Trabzonspor         | 3:4      | 1:4       |
| PAOK Thessaloniki  | 0:4    | FC Swarovski Tirol  | 0:2      | 0:2       |
| AJ Auxerre         | 2:3    | FC Liverpool        | 2:0      | 0:3       |
| FC Rot-Weiß Erfurt | 1:5    | Ajax Amsterdam      | 1:2      | 0:3       |
| CFC Genua          | 5:3    | Dinamo Bukarest     | 3:1      | 2:2       |
| Spartak Moskau     | 1:2    | AEK Athen           | 0:0      | 1:2       |
| Sigma Olmütz       | 2:0    | Torpedo Moskau      | 2:0      | 0:0       |
| Turin Calcio       | 2:0    | Boavista Porto      | 2:0      | 0:0       |
| Sporting Gijón     | 2:3    | Steaua Bukarest     | 2:2      | 0:1       |

## 3. Runde
|                    | Gesamt |                | Hinspiel | Rückspiel |
| ------------------ | ------ | -------------- | -------- | --------- |
| Hamburger SV       | 2:6    | Sigma Olmütz   | 1:2      | 1:4       |
| FC Swarovski Tirol | 0:6    | FC Liverpool   | 0:2      | 0:4       |
| CA Osasuna         | 0:2    | Ajax Amsterdam | 0:1      | 0:1       |
| Steaua Bukarest    | 0:2    | CFC Genua      | 0:1      | 0:1       |
| AEK Athen          | 2:3    | Turin Calcio   | 2:2      | 0:1       |
| Boldklubben 1903   | 2:1    | Trabzonspor    | 1:0      | 1:1       |
| KAA Gent           | 2:0    | Dynamo Moskau  | 2:0      | 0:0       |
| Neuchâtel Xamax    | 1:4    | Real Madrid    | 1:0      | 0:4       |

## Viertelfinale
|                  | Gesamt |                | Hinspiel | Rückspiel |
| ---------------- | ------ | -------------- | -------- | --------- |
| Sigma Olmütz     | 1:2    | Real Madrid    | 1:1      | 0:1       |
| CFC Genua        | 4:1    | FC Liverpool   | 2:0      | 2:1       |
| KAA Gent         | 0:3    | Ajax Amsterdam | 0:0      | 0:3       |
| Boldklubben 1903 | 0:3    | Turin Calcio   | 0:2      | 0:1       |

## Halbfinale
|             | Gesamt |                | Hinspiel | Rückspiel |
| ----------- | ------ | -------------- | -------- | --------- |
| Real Madrid | 2:3    | Turin Calcio   | 2:1      | 0:2       |
| CFC Genua   | 3:4    | Ajax Amsterdam | 2:3      | 1:1       |

## Finale

### Hinspiel
| Turin Calcio                                | Turin Calcio | Ajax Amsterdam | Ajax Amsterdam |
| ------------------------------------------- | --- | --- | -------------- |
| Turin Calcio                                | \| 29. April 1992 in Turin (Stadio delle Alpi) \| \| Ergebnis: 2:2 (0:1) \| \| Zuschauer: 65.377 \| \| Schiedsrichter: Joe Worrall ( England) \| | \| 29. April 1992 in Turin (Stadio delle Alpi) \| \| Ergebnis: 2:2 (0:1) \| \| Zuschauer: 65.377 \| \| Schiedsrichter: Joe Worrall ( England) \|                                                                      | Ajax Amsterdam |
| Turin Calcio                                | Luca Marchegiani – Pasquale Bruno, Enrico Annoni, Roberto Cravero (80. Giorgio Bresciani), Roberto Mussi (83. Gianluca Sordo), Silvano Benedetti, Enzo Scifo, Rafael Martín Vázquez, Giorgio Venturin, Gianluigi Lentini, Walter Casagrande Cheftrainer: Emiliano Mondonico | Stanley Menzo – Sonny Silooy, Danny Blind , Wim Jonk, Frank de Boer, Aron Winter, Michel Kreek, Dennis Bergkamp, John van ’t Schip, Stefan Pettersson, Bryan Roy (82. Alfons Groenendijk) Cheftrainer: Louis van Gaal | Ajax Amsterdam |
| Turin Calcio                                | 1:1 Walter Casagrande (65.) 2:2 Walter Casagrande (82.) | 0:1 Wim Jonk (17.) 1:2 Stefan Pettersson (73., Elfmeter) | Ajax Amsterdam |
| Turin Calcio                                | Pasquale Bruno, Enrico Annoni | | Ajax Amsterdam |
| 29. April 1992 in Turin (Stadio delle Alpi) | | |                |
| Ergebnis: 2:2 (0:1)                         | | |                |
| Zuschauer: 65.377                           | | |                |
| Schiedsrichter: Joe Worrall ( England)      | | |                |

### Rückspiel
| Ajax Amsterdam                                   | Ajax Amsterdam | Turin Calcio | Turin Calcio |
| ------------------------------------------------ | --- | --- | ------------ |
| Ajax Amsterdam                                   | \| 13. Mai 1992 in Amsterdam (Olympiastadion) \| \| Ergebnis: 0:0 \| \| Zuschauer: 42.000 \| \| Schiedsrichter: Zoran Petrović ( BR Jugoslawien) \|                                                                             | \| 13. Mai 1992 in Amsterdam (Olympiastadion) \| \| Ergebnis: 0:0 \| \| Zuschauer: 42.000 \| \| Schiedsrichter: Zoran Petrović ( BR Jugoslawien) \| | Turin Calcio |
| Ajax Amsterdam                                   | Stanley Menzo – Sonny Silooy, Danny Blind , Wim Jonk, Frank de Boer, Aron Winter, Michel Kreek (80. Marciano Vink), Rob Alflen, John van ’t Schip, Stefan Pettersson, Bryan Roy (65. John van Loen) Cheftrainer: Louis van Gaal | Luca Marchegiani – Roberto Mussi, Roberto Cravero (58. Gianluca Sordo), Silvano Benedetti, Luca Fusi, Roberto Policano, Rafael Martín Vázquez, Enzo Scifo (62. Giorgio Bresciani), Giorgio Venturin, Gianluigi Lentini, Walter Casagrande Cheftrainer: Emiliano Mondonico | Turin Calcio |
| Ajax Amsterdam                                   | Sonny Silooy | Walter Casagrande, Gianluca Sordo | Turin Calcio |
| 13. Mai 1992 in Amsterdam (Olympiastadion)       | | |              |
| Ergebnis: 0:0                                    | | |              |
| Zuschauer: 42.000                                | | |              |
| Schiedsrichter: Zoran Petrović ( BR Jugoslawien) | | |              |

## Beste Torschützen
| Rang | Spieler                | Klub               | Tore |
| ---- | ---------------------- | ------------------ | ---- |
| 1    | Dean Saunders          | Liverpool          | 9    |
| 2    | Carlos Aguilera        | CFC Genua          | 8    |
| 3    | Walter Casagrande      | Turin Calcio       | 6    |
|      | Dennis Bergkamp        | Ajax Amsterdam     | 6    |
| 5    | Christoph Westerthaler | FC Swarovski Tirol | 5    |
|      | Hami Mandirali         | Trabzonspor        | 5    |

## Eingesetzte Spieler Ajax Amsterdam
| Ajax Amsterdam |
| --- |
| - Tor: Stanley Menzo (12/-) - Abwehr: Danny Blind (12/1); Frank de Boer (12/-); Michel Kreek (9/1); Sonny Silooy (7/-) - Mittelfeld: Aron Winter (12/4); John van ’t Schip (11/-); Wim Jonk (10/3); Marciano Vink (9/-); Rob Alflen (5/-); Edgar Davids (3/-); Alfons Groenendijk (3/-); Dan Petersen (1/-) - Sturm: Stefan Pettersson (12/4); Dennis Bergkamp (11/6); Bryan Roy (10/-); John van Loen (7/1) - Trainer: Louis van Gaal |

* Jan Wouters (4/-) verließt den Verein während der Saison.